# Argentona (kommunhuvudort)
Argentona är en kommunhuvudort i Spanien.   Den ligger i provinsen Província de Barcelona och regionen Katalonien, i den östra delen av landet, 500 km öster om huvudstaden Madrid. Argentona ligger 85 meter över havet och antalet invånare är 11 633.
Terrängen runt Argentona är kuperad åt nordväst, men åt sydost är den platt. Havet är nära Argentona åt sydost. Runt Argentona är det mycket tätbefolkat, med 3 494 invånare per kvadratkilometer. Närmaste större samhälle är Mataró, 3,8 km öster om Argentona. I omgivningarna runt Argentona växer i huvudsak blandskog.